# The Dream of the Blue Turtles
The Dream of the Blue Turtles – pierwsza solowa płyta Stinga, wydana w 12 lipca 1985 roku.

## Lista utworów
1. "If You Love Somebody Set Them Free" – 4:14
2. "Love Is the Seventh Wave" – 3:30
3. "Russians" – 3:57
na bazie muzyki Siergieja Prokofjewa do filmu Car Szaleniec (Porucznik Kiże) Aleksandra Fajncymmera
4. "Children's Crusade" – 5:00
5. "Shadows in the Rain"	 – 4:56
piosenka z albumu Zenyatta Mondatta grupy The Police
6. "We Work the Black Seam" – 5:40
7. "Consider Me Gone" – 4:21
8. "The Dream of the Blue Turtles" – 1:15
9. "Moon over Bourbon Street" – 3:59
utwór inspirowany Wywiadem z wampirem Anny Rice
10. "Fortress Around Your Heart" – 4:48

Zremasterowane wydania CD zawierają teledysk "If You Love Somebody Set Them Free".

## Muzycy
- Sting – śpiew, gitara, kontrabas
- Omar Hakim – perkusja
- Darryl Jones – gitara basowa
- Kenny Kirkland – keyboard
- Branford Marsalis – saksofon
- Dolette McDonald i Janice Pendarvis – chórki